# Hur du installerar din hemmabio
Hur du installerar din hemmabio (engelska: How to Hook Up Your Home Theater) är en amerikansk animerad kortfilm med Långben från 2007.

## Handling
Långben är sportentusiast och ska se på amerikansk fotboll på TV. Tyvärr går hans gamla svartvita TV sönder, och han bestämmer sig för att köpa ett modernt hemmabiosystem. Men att installera detta visar sig inte vara lätt för honom.

## Om filmen
Filmen är en hyllning till de äldre Långben-kortfilmerna och gjordes i samband med figurens 75-årsjubileum 2007.
Filmen visades som förfilm till National Treasure: Hemligheternas bok.
Filmen har givits ut på DVD och Blu-ray och finns dubbad till svenska.

## Rollista
| Roll      | Originalröst | Svensk röst (2011) |
| Långben   | Bill Farmer  | Johan Lindqvist    |
| Berättare | Corey Burton | Per Sandborgh      |